# Lydie Wilson
Lydie Wilson, née à Paris le 9 avril 1850 et morte à Paris 10e le 17 septembre 1880, est une félibresse, traductrice et poétesse d'expression française et occitane. Elle utilise les noms de plume de Na Dulciorella ou Lydia Colona.
Elle est inhumée au cimetière Saint-Lazare de Montpellier.

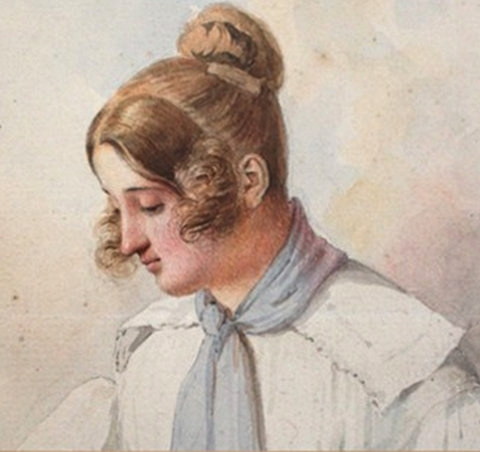
Lydie Wilson représentée à aquarelle par sa sœur cadette Jeanne (détail).

## Biographie
Lydie Wilson est née d’une mère d'origine flamande, qui s'intéressait à la littérature et la musique et d’un père d'origine écossaise, commerçant et passionné d'art pictural. Ils ont favorisé le développement de ses talents pour la musique, la peinture et la poésie.
Lydie Wilson était l'aînée de trois enfants, Jeanne et George nés à Paris comme elle et baptisés catholiques à St-Germain-l'Auxerrois. Elle fréquente le salon de la Générale de Ricard et y rencontre les poètes parnassiens, dont son futur mari, ami d'enfance. Elle part deux ans en pension en Angleterre pour parfaire son éducation. Elle se marie à Autouillet le 16 août 1873 près de Montfort l'Amaury avec Louis-Xavier de Ricard revenu, 18 mois auparavant, d'exil en Suisse après sa participation à la Commune de Paris. Ils s'installent quelques mois après dans la région Montpelliéraine ; d'abord au Mas du Diable à Castelnau-le-Lez), puis au Mas de la Lauseta – l'alouette –, au plan des Quatre Seigneurs à Montpellier. La Lauseta est le nom donné par les félibres languedociens et républicains à leur almanach qui a paru en 1877, 1878 et 1879.
Déjà poète, Lydie de Ricard s'intéresse à la langue occitane (dans le dialecte de Montpellier) à laquelle elle est initiée par Auguste Fourès et Alphonse Roque-Ferrier ; et aussi à la littérature languedocienne. Elle écrit elle-même en langue d'oc (mais aussi en français) ; elle devient félibresse sous le nom de Na Dulciorella (Na est un diminutif de Dona), nom donné par son parrain en félibrige, le poète audois Auguste Fourès. Elle signe également Lydia Colonia (Colonnia). Le félibrige Républicain, appelé plus tard Félibrige rouge, fait partie intégrante du Félibrige fondé par Frédéric Mistral, conformément aux statuts de 1876, année où les trois fondateurs participent à La Sainte Estelle d'Avignon. Leur républicanisme fédéraliste s'exprime dans La Lauseta, revue fondée avec son époux (qui en est le directeur) et Auguste Fourès. Ils y rassemblent les félibres républicains et au-delà les fédéralistes des pays latins.
Sa sœur Jeanne, peintre est « l'Albeto » de Fourès, la « petite aube » dont il est tombé amoureux à Montpellier. Les deux sœurs sont atteintes de la même maladie, la tuberculose dont elles mourront : Jeanne en novembre 1877 à Montpellier, Lydie en septembre 1880 à Paris ; selon ses vœux elle sera inhumée civilement avec sa sœur. Elles reposent au cimetière Saint-Lazare de Montpellier. Leurs restes ont été transférés en 1995 près du cénotaphe érigé pour rendre hommage à Louis-Xavier de Ricard en 1931.

## Œuvres
- Aux bords du Lez recueil posthume, (Lemerre, 1891 ; réédité par C. Lacour en 1995) ; poèmes recueillis et publiés par Xavier de Ricard (BNF 31208768)
- Traduction des troubadours (Guilhem Figueira, Marcabru)
- A la mar latina Lire en ligne sur Gallica sonnet lauréat des Fêtes latines de Montpellier en 1878.

## Article lié
- Félibresse